# Кугунур (Звениговський район)
Кугуну́р (рос. Кугунур, марій. Кугунур) — присілок у складі Звениговського району Марій Ел, Росія. Входить до складу Шелангерського сільського поселення.

## Населення
Населення — 91 особа (2010; 108 у 2002).
Національний склад (станом на 2002 рік):
- марі — 97 %